# 企業天地一號
企業天地一號（英語：1 Corporate Avenue）是一座位于武汉的摩天大楼，高度为438米，位于武汉天地。位于武汉市江岸区。建成之后将成为武汉第三高楼。此大廈曾一度停工，但已於2017年初復工。截至2017年7月，核心筒頂模自復工前先拆毀8樓後新建十多層核心筒，並新建7層鋼框架；而用作澆築包覆鋼柱混凝土的抬模亦開始安裝。

## 限高
由于隔江而望的武汉绿地中心被迫限高的事情曝光，其高度由原来的636米降至475米，以至于作为汉口地段的武汉中信泰富大厦也被传出要限高的要求。其天线是否保留成未知数。在2021年建筑即将完工时，民众注意到其天线仍未安装，判断其高度已降至376米。